# Urolosia albipuncta
Urolosia albipuncta là một loài bướm đêm thuộc phân họ Arctiinae, họ Erebidae.